# Pierre Charles Trémolières
Pierre Charles Trémolières, né à Cholet en 1703 et mort à Paris le 11 mai 1739, est un peintre français.

## Biographie

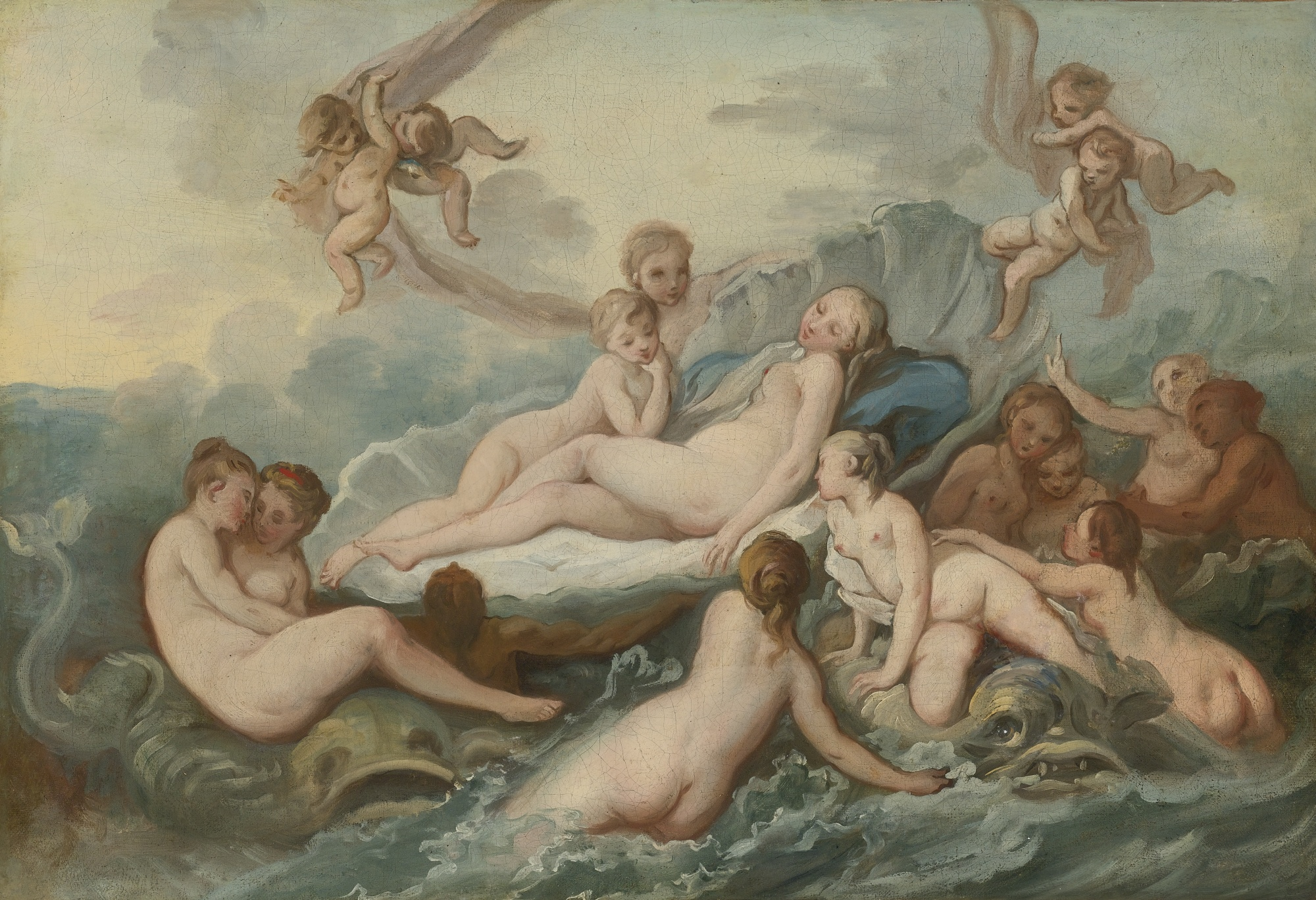
La Naissance de Vénus attribuée à Trémolières

Pierre Charles Trémolières est le fils d'un gentilhomme d'épée protestant, Pierre Trémolières qui a dû quitter la France au moment de la révocation de l'édit de Nantes et y laissant sa jeune épouse, apparentée à la famille du comte de Caylus. Pierre Trémolières est originaire d'Auvergne et ses biens, importants, ont été saisis et donnés à des maisons religieuses des environs de Saint-Flour. Il a probablement abjuré pour pouvoir rentrer en France mais l'on ne sait pas pourquoi il s'est établi à Cholet. Il signe Tremollière, comme témoin d'un mariage, en 1706, avec des membres de la famille de Beauvau. La seigneurie de La Trémolière se trouve près de Vabres (Cantal). Il meurt peu après 1706 et sa femme se remarie avec un homme dont le nom est inconnu. La perte des registres de la paroisse de Saint-Pierre de Cholet entre 1700 et 1711 ne permet de préciser les dates de la naissance de Pierre Charles Trémolières et de décès de son père.
Pierre Charles Trémolières est envoyé à Paris où il est reçu dans la maison du comte de Caylus et devient l'élève de Jean-Baptiste van Loo. Il obtient le deuxième prix de Rome en peinture en 1726. Il est envoyé à Rome comme pensionnaire de l'Académie de France à Rome, en mars 1728, grâce à la protection du comte de Caylus. Il rentre en France après six années passées à Rome mais six jours avant de partir, le 4 septembre 1734, il se marie avec Isabelle Antoinette Laure Tibaldi (1712-1773), fille du musicien Giovanni Battista Tibaldi, dont il a trois enfants : deux sont morts en bas âge, un seul a survécu, Louis Pierre Trémolières.

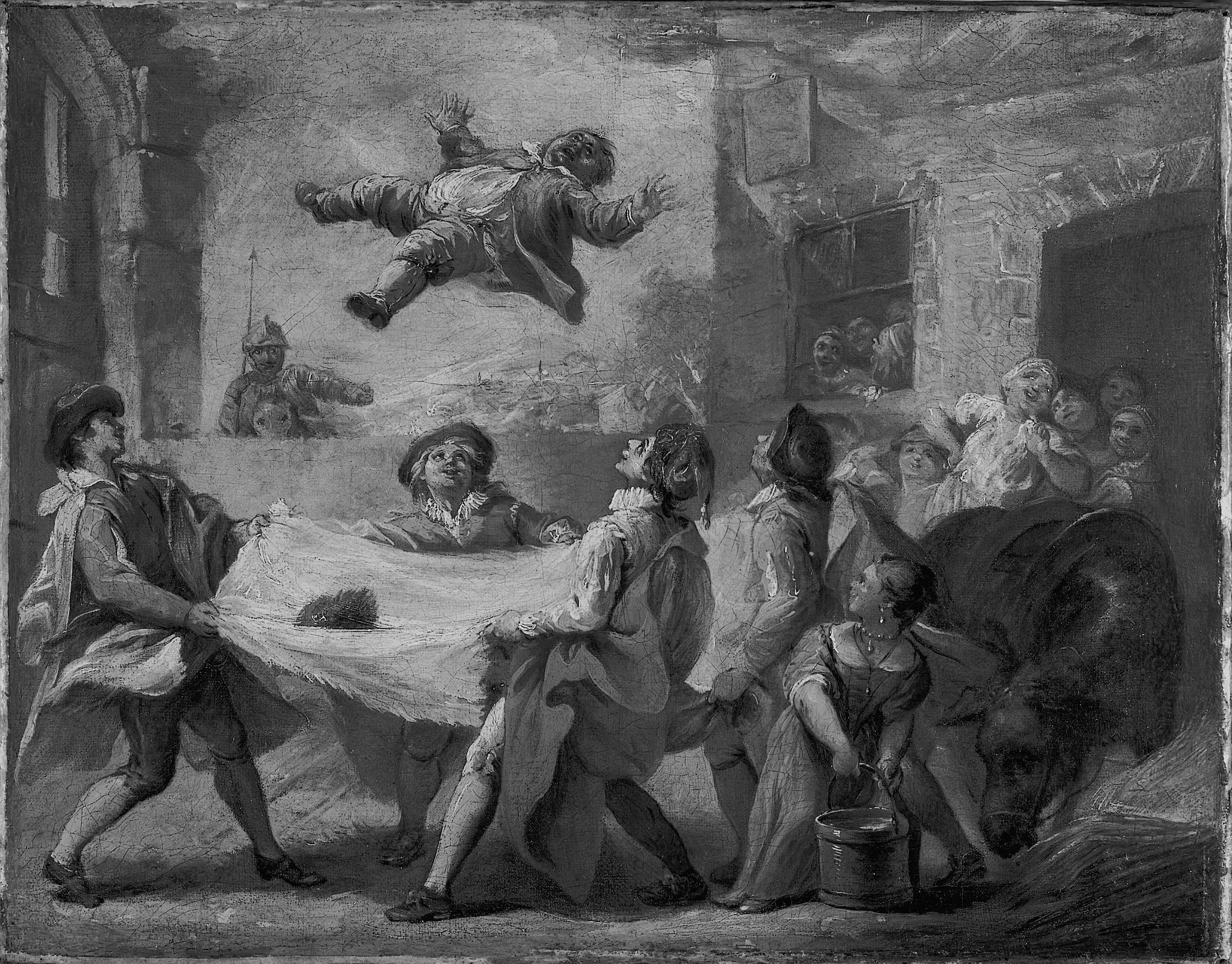
Sancho Panza - Chicago

À son retour en France, il s'arrête pendant dix-huit mois à Lyon où il peint plusieurs portraits et quatre tableaux religieux : une Adoration des rois, une Adoration des bergers, une Présentation au temple, pour les Carmes, et une Assomption pour les Pénitents blancs. Avant de quitter Lyon, il signe un marché de deux tableaux avec les Chartreux, une Ascension et une Assomption qu'il leur a envoyés de Paris, en 1737, après les avoir exposés au salon.
En 1737, il travaille à la décoration de l'église Saint-Bruno-les-Chartreux, la seule église baroque de Lyon, bâtie par l'architecte Ferdinand-Sigismond Delamonce. Il peint deux grands tableaux, représentant L'Ascension et L'Assomption, pour orner les parois de part et d'autre du maître-autel. Toujours en place en 2016, ces deux toiles sont mises en valeur par d'exubérants cadres de goût rocaille conçus par Jacques-Germain Soufflot.
Pierre Charles Trémolières est chargé d'une partie de la décoration de l'hôtel de Soubise, de la famille de Rohan, à Paris qui abrite aujourd'hui les Archives nationales. 
Il est agréé par l'Académie royale de peinture et de sculpture en 1736 et reçu le 25 mai 1737 après la réception du tableau dont le sujet est Ulysse sauvé du naufrage par Minerve. Il est nommé professeur adjoint à l'Académie.
Il expose au Salon de 1738 un paysage réalisé pour l'hôtel de Soubise, deux esquisses (Diane au bain et Le triomphe de Galatée) et trois tableaux : Vénus embrassant l'Amour, La comédie, La musique.
Il meurt pendant qu'il réalise l' Âge d'or qui est une commande pour une suite de tapisseries sur les Quatre âges du monde à réaliser par les Gobelins. Cette toile, terminée par Nicolas Delobel, est déposée au musée d'art et d'histoire de Cholet.

## Œuvres
Outre ses toiles, Trémolières est l'auteur de délicats dessins, de plusieurs sanguines et d'eaux-fortes, dont plusieurs sont conservés au musée du Louvre. Parmi les principales on peut citer : 
- La Vierge à l'Enfant avec saint Paul ermite et saint Antoine abbé (1730), huile sur toile, 288 x 187 cm, au musée de Grenoble ;
- L'Ascension (1737) et L'Assomption (1737) dans l'église Saint-Bruno-les-Chartreux de Lyon ;
- Ulysse sauvé du naufrage par Minerve (1737), morceau de réception à l'Académie royale de peinture et de sculpture, au musée Fabre de Montpellier.
- Portrait d'homme (vers 1737), au musée des beaux-arts de Quimper ;
- L'Âge d'or (1739) au musée du Louvre.

Plusieurs de ses toiles sont exposées au musée d'art et d'histoire de Cholet, sa ville natale : Vénus allongée tirant l'amour à elle, L’Âge d’Or, Scène champêtre, La musique, La poésie, La tragédie, La comédie, Le petit gourmand de pomme, Jeux d’enfants, Le chocolat.

## Dessins
Beaux-Arts de Paris : 
- La Confession[4], pierre noire, rehauts de blanc sur papier préparé brun, H. 0,263 ; L. 0,403 m.
- L'Ordre[5], pierre noire, rehauts de blanc sur papier brun, H. 0,264 ; L. 0,407 m.

Trémolières exécute en 1734 une suite de sept dessins où il transpose les compositions originales des sept sacrements de Giuseppe Maria Crespi réalisées en 1712 à la demande du cardinal Pietro Ottoboni (Staatliche Kunstsammlungen, Dresde). On ne conserve plus aujourd'hui que six études, toutes de 1734 : la Confirmation et l'Extrême-Onction (musée du Louvre), le Mariage (musée des Beaux-Arts de Cholet), la Communion (collection privée de Louis-Antoine Prat), et les deux feuilles des Beaux-Arts de Paris. Le Baptême a disparu, mais il est connu par l'estampe que Trémolières exécuta lui-même ultérieurement.
- Nymphe surprise par des satyres[7], sanguine, H. 0,275 ; L. 0,420 m. L'artiste reprend avec quelques variantes une œuvre de Nicolas Poussin qui se trouvait vers 1730 dans la collection Falconieri à Rome, connue aujourd'hui par une gravure de Jean Daullé Nymphe surprise par des satyres (vers 1760, d'après Nicolas Poussin, Département des Estampes de la Bibliothèque nationale de France, Paris) et par deux tableaux dont l'attribution à Poussin est aujourd'hui rejetée[8]. Il réalise ce dessin lors de son séjour en Italie, entre 1728 et 1734.
- Agar et l'Ange[9], sanguine et estompe, H. 0,335 ; L. 0,266 m. Anciennement attribué à Louis-Michel Van Loo, Jean-François Méjanès l'identifie comme une œuvre de jeunesse de Trémolières, sans doute exécutée en Italie. Ce dessin présente de nombreuses similitudes avec la Nymphe surprise par des satyres (Beaux-Arts de Paris) réalisée pendant le séjour romain de l'artiste. Il est préparatoire pour un tableau de Trémolières : Agar dans le désert (1729, collection particulière, Paris)[10].

## Hommages
Eloge de Pierre Charles Trémolières par le Mercure de France ( Juillet 1739) : « La douceur du caractère de Trémolières, sa probité et la politesse de ses mœurs, le font regretter de tous ceux qui l'ont connu. Né avec un esprit juste et délicat, tous ses ouvrages s'en ressentent. Il sait allier aux grâces de la composition, celles du pinceau. Génie facile, peintre aimable ; quels progrès n'aurait il pas fait, si une plus longue carrière lui eut permis d'approfondir les mystères de son art et d'ajouter aux dons de la nature, les secours de l'expérience et de l'étude. Il était le digne élève de Vanloo l'aîné, et il devait beaucoup aux talents et au goût d'un illustre protecteur qui l'honorait de son amitié ».
Selon P. Moissan (février 1889) - bulletin de la Société des Sciences Lettres et Arts de Cholet 1888 (SLA) : « Le peu que nous en savons, nous le montre comme le type parfait de l'artiste généreux, jusqu'à la prodigalité, de l'ami dévoué jusqu'au sacrifice, dédaignant l'épargne, ne comptant jamais, jetant l'or à tous les appels de l'infortune, aussi bien qu'au vent de toutes ses fantaisies. Il était si bon que ses succès ne firent jamais un jaloux et toujours il put compter sur de nombreux et fidèles amitiés ».
D'après Charles Blanc - Peintres français n° 288-290 : « Trémolières qui était un beau garçon, de haute taille, d'une figure avenante et distinguée (cf tableau de famille) se faisant applaudir dans les comédies où il montrait une bonne éducation et de l'esprit. Il se fit remarquer de son maître par sa distinction et la finesse de son esprit et de ses camarades par une droiture qui lui valut de fidèles amitié ».

## Reconnaissance
La municipalité de Cholet a donné le nom de Trémolières à une rue et à un collège de sa ville natale.